# Chaise Solair
La chaise solair est un siège.

## Historique

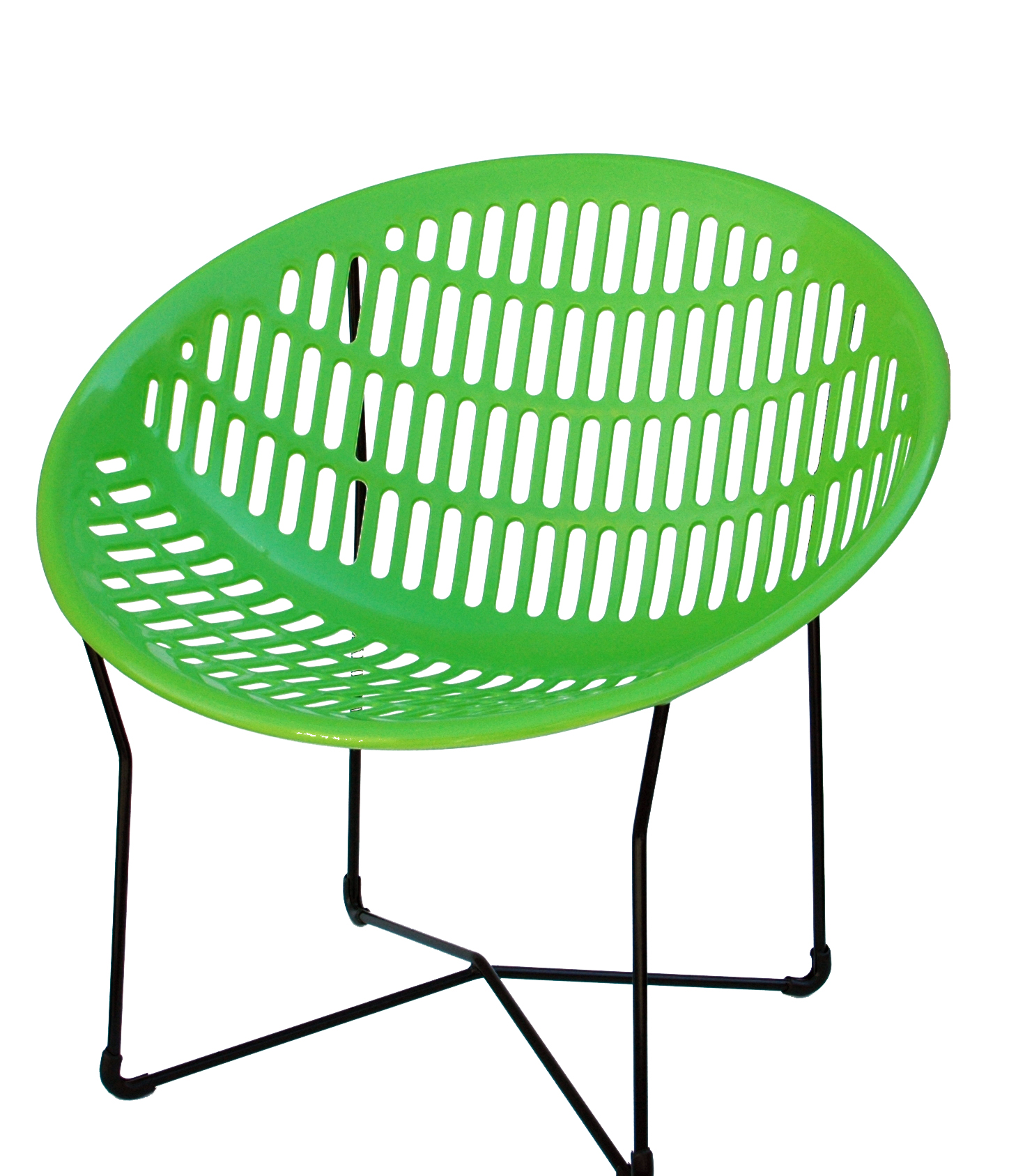
La chaise Solair vert lime

La chaise a été conçue par deux designers montréalais d'origine italienne, Fabio Fabiano et Michel-Ange Panzini, en 1972. La production à l’époque était réalisée par IPL, situé à Saint-Damien-de-Buckland, un fabricant de pièces de plastique moulées par injection. La chaise a alors connu ses heures de gloire trônant fièrement dans les motels le long de la côte Est et du Niagara, ainsi qu’à l’extérieur de plusieurs résidences au Québec et en Ontario. Elle a aussi été vendue pendant plusieurs années dans les magasins Sears. La chaise fait désormais partie de la collection du Musée des beaux-arts de Montréal et du Musée national des beaux-arts du Québec. 

## Fabrication
La chaise Solair est composée d’une base en métal émaillé ainsi que d’une coquille de plastique en polyéthylène haute densité. La base est noire et les coquilles sont offertes en 9 couleurs : jaune, blanc, noire, bleu, beige, gris, vert lime, orange et violet. Elles sont encore toutes fabriquées au Canada.